# Camarões do Sul
```
   |-
       | 
Erro:
:  
valor não especificado para "
continente
"
```

Camarões do Sul (em inglês:  Southern Cameroons) é um antigo território sob mandato britânico na África Ocidental. Desde 1961, os Camarões do Sul constitui as províncias (desde 2008, regiões) do Noroeste e Sudoeste da República dos Camarões.
Desde 1994, grupos de pressão no território de Camarões do Sul tentam obter a independência do território e se separar da República dos Camarões. Em dezembro de 1999, a República da Ambazônia foi declarada pela Southern Cameroons Peoples Organization (SCAPO).